# دبليو دبليو إف في منزلك (لعبة فيديو)
دبليو دبليو إف في منزلك (بالإنجليزية: WWF in Your House)‏ ، هي لعبة إلكترونية من نوع رياضة مصارعة الحرة، أنتجت عام 1996م، وتعمل على أنظمة دوس وبلاي ستيشن وسيجا ساترن.

## طريقة اللعبة
شخصيات المصارعة الحرة وطريقة تصميمها اشبه بسلاسل الأولى للعبة مورتال كومبات ، بالإضافة إلى ضرب المصارع بالألات السحرية والأساليب الكوميدية، فتظهر كل شخصية يسكن في بيئة الذي ينتمي إليه، فمثلاً إيندرتيكر يسكن في مكان غامض يجهز الكفن للأموات، وغير ذلك.

## مصدر
1. ↑  In Your House: Horrific WWF videogame in which the Undertaker hurled ghosts at his hapless opponent.

## وصلات خارجية
- WWF In Your House على موبي غيمز
- دبليو دبليو إف في منزلك على موقع IMDb (الإنجليزية)